# 尼古拉耶夫卡 (魯巴尼夫卡市鎮)
47°6′11″N 34°14′9″E / 47.10306°N 34.23583°E
尼古拉耶夫卡，又按乌克兰语名译为米科拉伊夫卡，是烏克蘭的村落，位於該國南部赫爾松州，由卡霍夫卡區的魯巴尼夫卡市鎮負責管轄，始建於1869年，面積3.28平方公里，海拔高度70米，2001年人口757，人口密度每平方公里231.1人。